# Nilakantha Somayaji
Keļallur Nilakantha Somayaji (14 de junio de 1444 - 1544), también conocido como Keļallur Comatiri, fue uno de los principales matemáticos y astrónomos de la Escuela de Kerala. Una de sus obras más influyentes fue el extenso tratado astronómico conocido como "Tantrasamgraha", completado en 1501. También había compuesto un elaborado comentario sobre el Aryabhatiya, denominado Aryabhatiya Bhasya. En este Bhasya, Nilakantha había discutido las expansiones en serie de funciones trigonométricas y los problemas de álgebra y geometría esférica. El Grahapareeksakrama es un manual sobre la realización de observaciones en astronomía basadas en los instrumentos de la época. Conocido popularmente como Kelallur Chomaathiri, es considerado una figura que iguala en relevancia al matemático Paramésuara.

## Semblanza
Nilakantha Somayaji es uno de los pocos autores de la tradición india que se preocupó de registrar detalles sobre su propia vida y su época.
En una de sus obras titulada Estrella-Siddhanta y también en su propio comentario sobre el Siddhanta-darpana, dejó dicho que había nacido en el día de Kali número 1 660 181 (el 14 de junio de 1444). Una referencia contemporánea a Nilakantha Somayaji en un trabajo en idioma malabar sobre astrología permite saber que vivió hasta una edad avanzada, y que incluso pudo llegar a centenario. Uno de sus alumnos, Sankara Variar, en su comentario sobre el Tantrasamgraha titulado Tantrasamgraha-vyakhya, señala que el primer y último versículo del Tantrasamgraha contienen cronogramas que especifican los días de Kali del comienzo (1 680 548) y de la finalización (1 680 553) de la obra maestra de Somayaji, el Tantrasamgraha. Ambos días se localizan en el año 1500.
En el Aryabhatiya-bhashya, Nilakantha Somayaji dejó escrito que era hijo de Jatavedas y que tenía un hermano llamado Sankara. Somayaji también anota que era  Bhatta perteneciente a Gargya gotra y que era seguidor de la Asvalayana-sutra de Rigveda. Las referencias contenidas en su propia obra conocida como Laghuramayana, indican que Nilakantha Somayaji era un miembro de la familia Kelallur (sánscrito como Kerala-sad-grama) que residía en Kundagrama, ahora conocida como Trikkdiyur en el moderno Tirur, Kerala. Su esposa se llamaba Arya y tenía dos hijos, Rama y Dakshinamurti.
Estudió vedānta y algunos aspectos de la astronomía con un Ravi. Sin embargo, fue el astrónomo Damodara, hijo del autor del Kerala-drgganita, el importante matemático Paramésuara, quien lo inició en la ciencia de la astronomía y lo instruyó en los principios básicos de los cálculos matemáticos. Se dice que el gran poeta malabar Thunchaththu Ramanujan Ezhuthachan fue alumno de Nilakantha Somayaji.
El apelativo somayaji es un título asignado o asumido por un Namputiri que ha realizado el ritual védico de la "somayajna". Por lo tanto, podría suponerse que Nilakantha Somayaji también habría realizado un ritual Somayajna y que asumió el título de somayaji en su vida posterior. En el uso coloquial de Malayalam, la palabra Somayaji se ha corrompido en Comatiri.

## Como erudito
Los escritos de Nilakantha corroboran su conocimiento de varias ramas de la filosofía y de la cultura indias. Se dice que podía referirse a una autoridad de la escuela Mīmāṃsā para establecer su punto de vista en un debate y con igual facilidad aplicar una regla gramatical con el mismo propósito.
En sus escritos se refiere a una autoridad de la escuela Mīmāṃsā, cita extensamente del chandas-sutra de Pingala, así como del Dharmasastras, Bhagavata y del Vishnupurana. Sundararaja, un astrónomo tamil contemporáneo, se refiere a Nilakantha como sad-darshani-parangata, alguien que había dominado los seis sistemas de la filosofía india.

## Astronomía
En su Tantrasangraha, Nilakantha revisó el modelo del Aryabhata para los planetas Mercurio y Venus. Su ecuación del centro de estos planetas siguió siendo la más precisa hasta la época de Johannes Kepler en el siglo XVII.
En su Aryabhatiyabhasya, un comentario sobre el Aryabhatiya de Aryabhata, Nilakantha desarrolló un sistema computacional para un modelo planetario parcialmente heliocéntrico en el que Mercurio, Venus, Marte, Júpiter y Saturno orbitan el Sol, que a su vez orbita a la Tierra, similar al sistema ticónico propuesto más tarde por Tycho Brahe a finales del siglo XVI. La mayoría de los astrónomos de la escuela de Kerala que lo siguieron aceptaron este modelo planetario.

## Obras de Nilakantha Somayaji
La siguiente es una breve descripción de los trabajos de Nilakantha Somayaji que tratan sobre astronomía y matemáticas.
1. Tantrasamgraha
2. Golasara: Descripción de elementos y procedimientos astronómicos básicos
3. Sidhhantadarpana: Un breve trabajo en 32 slokas enunciando las constantes astronómicas con referencia al Kalpa y especificando sus puntos de vista sobre conceptos y temas astronómicos.
4. Candrachayaganita: Un trabajo en 32 versos sobre los métodos para el cálculo del tiempo a partir de la medición de la sombra del gnomon proyectada por la luna y viceversa.
5. Aryabhatiya-bhashya: Comentario elaborado sobre Aryabhatiya.
6. Sidhhantadarpana-vyakhya: Comentario sobre su propio Siddhantadarapana.
7. Chandrachhayaganita-vyakhya: Comentario sobre su propio Chandrachhayaganita.
8. Sundaraja-prasnottara: las respuestas de Nilakantha a las preguntas planteadas por Sundaraja, un astrónomo de Tamil Nadu.
9. Grahanadi-grantha: Justificación de la necesidad de corregir antiguas constantes astronómicas mediante observaciones.
10. Grahapariksakrama: Descripción de los principios y métodos para verificar los cálculos astronómicos mediante observaciones regulares.
11. Jyotirmimamsa: Análisis de la astronomía

## Lecturas relacionadas
- R.C. Gupta. «Second order interpolation in Indian mathematics up to the fifteenth century». Indian Journal of History of Science 4 (1 & 2): 87-98. Archivado desde el original el 9 de marzo de 2012.
- K. V. Sarma (2008) "Nilakantha Somayaji",  Encyclopaedia of the History of Science, Technology, and Medicine in Non-Western Cultures (2ª edición) editado por  Helaine Selin, Springer, ISBN 978-1-4020-4559-2.
- Shailesh A Shirali (May 1997). «Nilakantha, Euler and pi». Resonance: 28-43. Consultado el 6 de septiembre de 2016.
- Ranjan Roy (Dec 1990). «The discovery of the series formula for π by Leibnitz, Gregory and Nilakantha». Mathematics Magazine (Mathematical Association of America) 63 (5): 291-306. JSTOR 2690896. doi:10.2307/2690896. Consultado el 6 de septiembre de 2016.